# Nasidi (Divina comèdia)

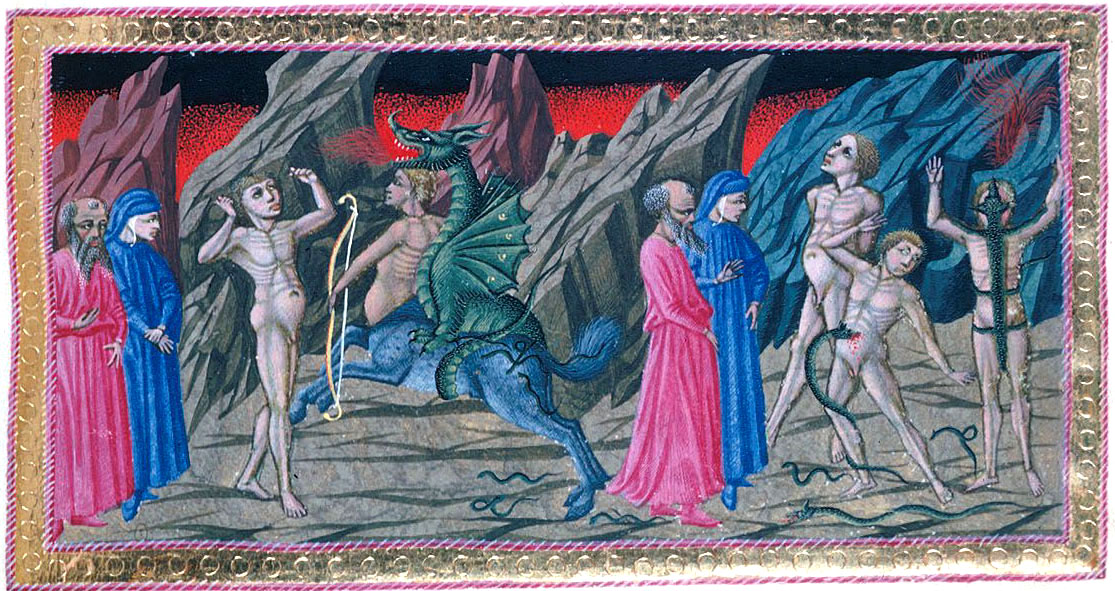
Infern Cant vint-i-cinquè. Priamo della Quercia

Nasidi és un personatge de la Farsalia de Lucà. Pertany a l'exèrcit que Cató Uticense  condueix pel desert de Líbia cap a Leptis, durant la Segona guerra civil romana.
La mort de Nasidi es descriu durant la travessa del desert de Líbia (Sàhara).
En el llarg episodi (Fars. IX, vv: 604 ss.) En el qual el poeta llatí enumera les serps verinoses que poblen les "harenae" (sorra)(Fars. IX, vv. 607, 617, 699, 705, etc.) travessades pels soldats i descriu els efectes espantosos de la seva mossegada, Nasidi és mencionat com a víctima d 'un "torridus ... prester" (Fars. IX, v. 790 ss.). Tan aviat com és mossegat, tot ell  s'infla monstruosament, de manera que la lloriga es parteix i el seu cadàver, queda reduït a un "informis globus et confuso pondere truncus" (globus sense forma i un tronc pesat i confús) que continua inflant-se (Fars. IX, v. 801 ss.). És abandonat sense funeral pels companys que no s'atreveixen a apropar-s'hi (v. 804).
Nasidi és recordat, junt amb Sabel·li, en el cant vint-i-cinquè de l'Infern, el fossat dels lladres que es transformen en serps i viceversa, a propòsit de les metamorfosis de Buoso Donati  i Francesco Cavalcanti: Dante diu: "Que ara calle Lucà, en el punt on parla / del dissortat Sabel·li i de Nasidi," (Infern XXV, vv. 94-95), perquè el que veu Dante no té comparació amb el que descriu Lucà; i és,  que la mossegada d'una serp produeixi uns efectes tan extraordinaris com els que la mossegada del segon lladre provoca sobre el primer.
I de manera encoberta se suggereix que el magisteri literari de Dante en aquest episodi venç a l'explicat per Lucà en la pàgina de la Farsàlia a la qual s'al·ludeix